# Kevin Conrad
Kevin Conrad (* 10. August 1990 in Künzelsau) ist ein ehemaliger deutscher Fußballspieler.

## Karriere
Conrad wechselte 2006 vom FV Lauda zur TSG 1899 Hoffenheim. Dort wurde er zunächst in der B- und ab 2007 in der A-Jugend eingesetzt. In der Saison 2008/09 war der Verteidiger erstmals für die Oberligamannschaft der TSG aktiv und stand sogar mehrmals im Bundesligakader. Zwischen Oktober 2009 und März 2010 fiel der Verteidiger, der weitere Schritte in der Profimannschaft machen sollte, aufgrund einer Gehirnerschütterung aus, konnte aber mit der zweiten Mannschaft als Meister in die Regionalliga Süd aufsteigen. Bis Sommer 2013 kam Conrad auf 63 Pflichtspiele für Hoffenheim und wechselte anschließend zum Drittligisten Chemnitzer FC.
Hier kam der Innenverteidiger als Stammspieler in seiner ersten Spielzeit auf 30 Ligaspiele, verpasste aber zum Schluss einige Partien aufgrund eines Jochbeinbruchs. Im Mai 2015 besiegte er mit Chemnitz den Regionalligisten FSV Zwickau im Endspiel des Sachsenpokals und nahm darüber hinaus mit dem Verein auch am DFB-Pokal teil. Die Saison 2015/16 beendete Conrad mit Chemnitz auf dem sechsten Tabellenrang und wurde unter Cheftrainer Sven Köhler zum 31. Spieltag als Nachfolger von Anton Fink zum neuen Mannschaftskapitän ernannt. In seiner letzten Spielzeit war der Innenverteidiger immer noch Stammkraft und gewann mit der Mannschaft zum zweiten Mal den sächsischen Landespokal. Insgesamt lief er für den Chemnitzer FC in 126 Pflichtpartien auf und konnte dabei zwei Tore erzielen.
Zur Saison 2017/18 wechselte Conrad zurück in die Regionalliga Südwest und unterschrieb beim SV Waldhof Mannheim einen Dreijahresvertrag. Auch in Mannheim konnte er sich als Stammspieler etablieren und mit dem Team am Saisonende die Vizemeisterschaft feiern. In den anschließenden Aufstiegsspielen gegen den KFC Uerdingen 05 hatte er mit dem Waldhof jedoch das Nachsehen. Als Nachfolger des gewechselten Hassan Amin wurde der Verteidiger im Sommer 2018 auch Spielführer in Mannheim und bestritt in der Folge weitere 28 Pflichtpartien für den Verein. Im Frühjahr 2019 folgte dann nach der Südwestmeisterschaft der direkte Aufstieg in die dritte Liga. Mit der Erfahrung aus 118 Drittligaspielen war Conrad weiter im Defensivverbund der Mannschaft gesetzt und konnte mit ihr zur Rückrunde sogar in die Aufstiegsränge vorstoßen.
Bereits zwei Spieltage vor Abschluss der Drittligasaison 2019/20 gab der Abwehrspieler bekannt, nicht mehr für den Waldhof aufzulaufen. Stattdessen begab er sich zu seinem neuen Verein, dem Südwest-Regionalligisten SV 07 Elversberg, bei dem er bereits im Vorfeld einen Dreijahresvertrag unterzeichnet hatte. Ab der Saison 2021/2022 fungierte er dort als Mannschaftskapitän und stieg mit der Mannschaft am Ende der Spielzeit in die 3. Liga und von dort am Ende der anschließenden Saison 2022/2023 in die 2. Bundesliga auf. Dort kam er in der folgenden Spielzeit 2023/24 noch zu elf Zweitliga-Einsätzen, ehe er seine aktive Karriere im Mai 2024 beendete.

## Erfolge
TSG 1899 Hoffenheim II
- Meister der Oberliga Baden-Württemberg und Aufstieg in die Regionalliga Süd: 2010

Chemnitzer FC
- Sachsenpokalsieger: 2015, 2017

SV Waldhof Mannheim
- Meister der Regionalliga Südwest und Aufstieg in die 3. Liga: 2019

SV Elversberg
- Meister der Regionalliga Südwest und Aufstieg in die 3. Liga: 2022
- Meister der 3. Liga und Aufstieg in die 2. Bundesliga: 2023

## Privates
Conrad studiert an der Europäischen Fernhochschule Hamburg Betriebswirtschaftslehre und Wirtschaftspsychologie.